# 김영희 (정치인)
김영희(1942년 2월 11일 ~ )는 대한민국의 정치인이다. 제2·3대 남양주시장을 역임했다.

## 역대 선거 결과
|  | 24.93% |

|  | 58.49% |

|  | 16.47% |